# Esperqueo (mitología)

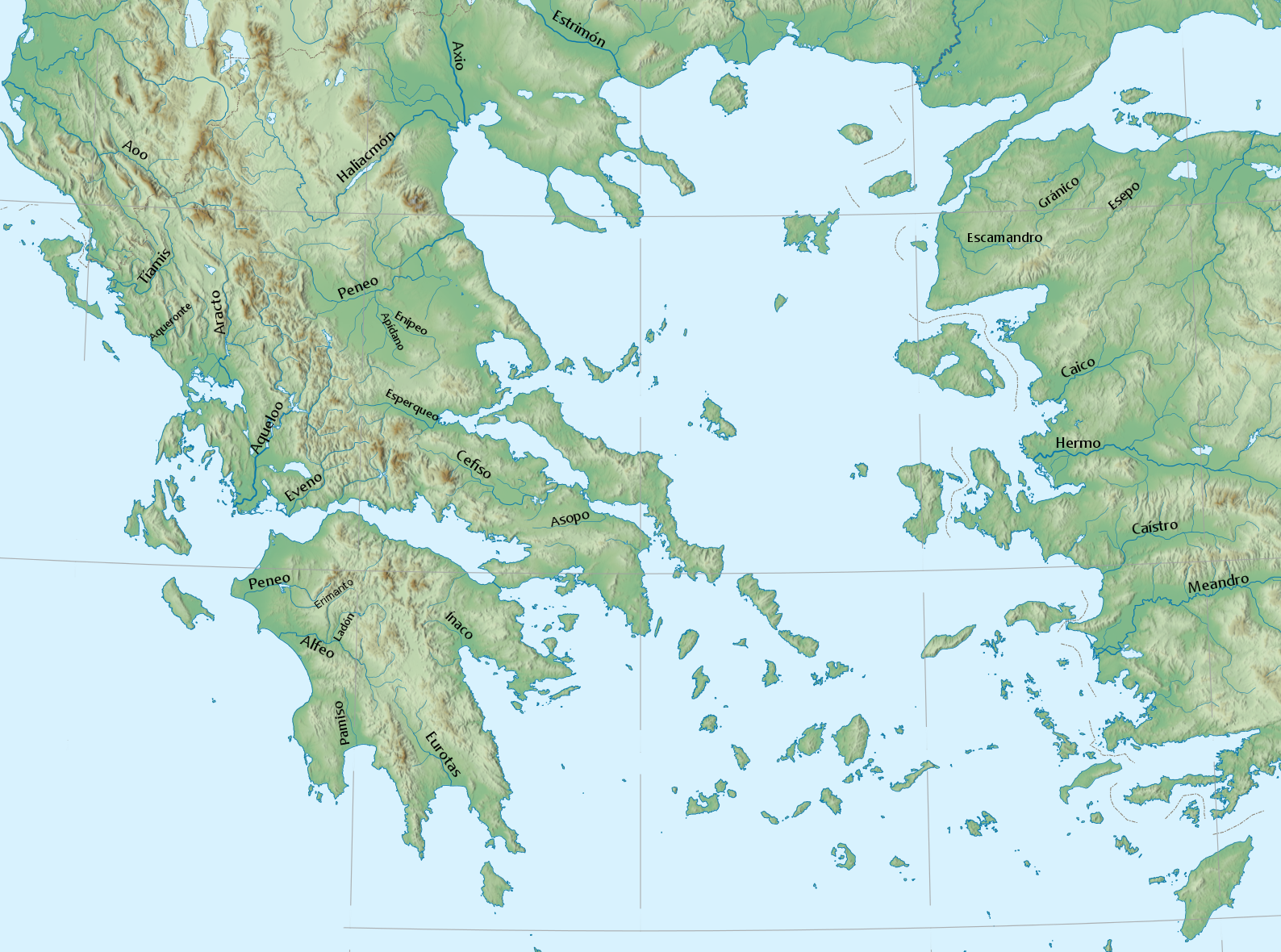
Mapa de los ríos de la Antigua Grecia. Esperqueo personificaba al río de su mismo nombre, que discurre por el sur de Tesalia y Lócride y desemboca en el golfo Maliaco.

En la mitología griega, Esperqueo (en griego Σπερχειός, Spercheiós) era un oceánida: el dios del río homónimo.
Según Antonino Liberal, las ninfas del monte Otris eran hijas del río Esperqueo y Dino. Si esta Dino es la misma que una de las Grayas u otra, se ignora, pues se trata de una broma juvenil con la que Cerambo inoportuna a las ninfas. Dice también Antonino Liberal que Dríope era hija del rey Dríope del monte Eta, que era hijo de Esperqueo y Polidora, una de las hijas de Dánao.
En la Ilíada, se dice que Menestio, uno de los cinco jefes que estaban bajo el mando de Aquiles, era hijo de Esperqueo y de Polidora, hija de Peleo. Pero Menestio pasaba públicamente por ser hijo de Boro, esposo de Polidora.
Sería, por lo tanto, tío político de Aquiles. Peleo consagró la caballera de su hijo Aquiles al dios río, para que su hijo volviera sano y salvo de la Guerra de Troya.
También se dice en la Ilíada que Aquiles «cuidaba su cabellera para ofrecerla al Esperqueo»